# Aleksandra Gintrowska
Aleksandra Gintrowska (sinh ngày 28 tháng 3 năm 1991) là một nữ ca sĩ kiêm diễn viên người Ba Lan. Cô còn có nghệ danh là O.L.A., dịch ra từ cụm từ "the heart of the word POLAND". (tạm dịch: trái tim của từ Ba Lan)

## Đầu đời và giáo dục
Gintrowska chào đời tại Szczecinek vào năm 1991. Cô xuất thân từ một gia đình có truyền thống âm nhạc. Một người ông/bà của cô từng hát trong một hợp xướng, một người khác thì chơi đàn violin. Mẹ cô là ca sĩ còn chị cô thì chơi đàn cello. Cô học hát ở trường tại Szczecinek. Trong những năm tháng học tiểu học, cô học chơi đàn piano. Tiếp đó cô chuyển sang Trường trung học tư thục và 'khoa hát opera' của 'Trường trung học âm nhạc Oskar Kolberg'. Sau đó cô rời đến Warszawa và đỗ bằng tốt nghiệp trung học quốc tế. Để rồi cô đăng ký nhập học tại Đại học Kingston – nơi cô giành được một tấm bằng cử nhân về kịch và hát opera. Trong những ngày ngồi trên ghế nhà trường, cô đã biểu diễn trong dàn hợp xướng và các buổi biểu diễn hàn lâm tại những địa điểm như The Fighting Cocks, bên cạnh đó là các vở nhạc kịch như This Is Musical, Gems from the Shows và Cell Block Tango được tổ chức tại các sân khấu ở Luân Đôn.

## Sự nghiệp âm nhạc

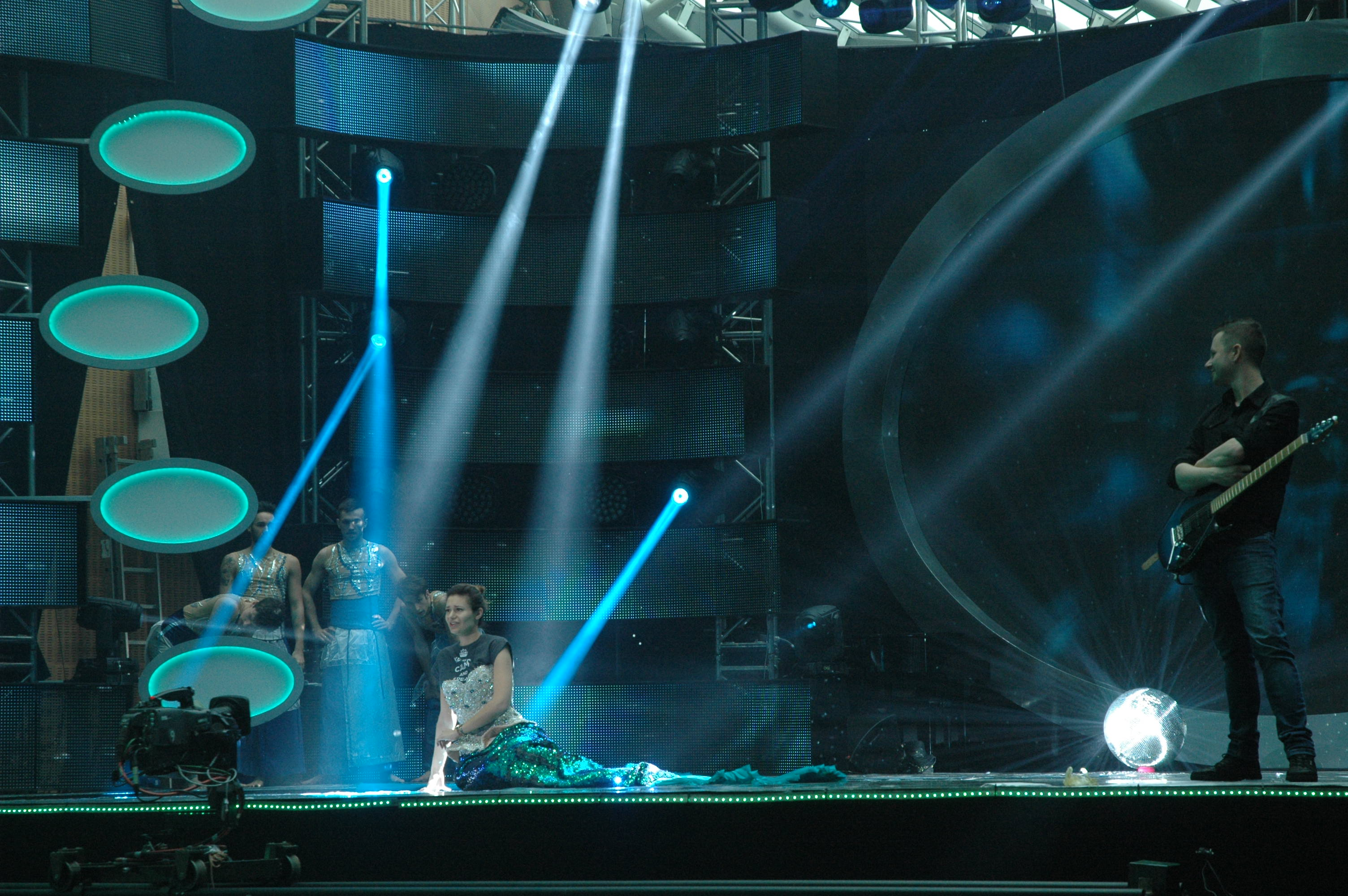
Gintrowska trong một buổi tập luyện cho vòng sơ loại cuộc thi Eurovision Song lần thứ 61 của Ba Lan vào năm 2016.

Năm 2015, cô phát hành đĩa đơn "Missing" do Robert Janson sáng tác, được Polsat dùng làm bài nhạc hiệu cho chương trình Must Be the Music. Năm 2016, bài hát của cô đã đưa cô lọt vào chung kết vòng loại của Eurovision Song Contest. Bộ trang phục nàng tiên cá mà cô diện trong vòng sơ loại đã trở thành chủ đề bàn tán trên khắp các phương tiện truyền thông của Ba Lan. Tháng 8 năm 2016, cô phát hành đĩa đơn "Best That I've Felt," do Ryan Tedder làm nhà sản xuất. Tháng 12 năm 2016, cô cho ra đời bài hát "Rowdy" và vào cuối tháng 1 năm 2017 cô giới thiệu đĩa đơn đầu tiên của mình bằng tiếng Ba Lan – "White Magic", với sự hợp tác của Robert Janson. Ngày 17 tháng 12 năm 2019, cô thể hiện các tiết mục trực tiếp tại buổi hòa nhạc ‘Most Beautiful Carols’ phát qua truyền hình, diễn ra tại 'Nhà thờ giáo xứ Đức Mẹ Częstochowa' tại Lubin vào đêm Giáng Sinh và buổi hòa nhạc truyền hình đón chào giao thừa tại Warszawa cùng với một dàn hợp xướng đều được phát sóng qua kênh TVN.

## Danh sách đĩa nhạc
- 2015: – Missing.
- 2016: – Best That I’ve Felt.
- 2016: – Rowdy.
- 2017: – Biała magia.

## Danh sách phim
Điện ảnh
| Năm  | Tựa                    | Vai trò | Đạo diễn           | Chú thích        |
| ---- | ---------------------- | ------- | ------------------ | ---------------- |
| 2017 | Gwiazdy                | Jola    | Jan Kidawa-Błoński |                  |
| 2011 | On behalf of the devil | Monika  | Barbara Sass       | W imieniu diabła |

Truyền hình
| Năm  | Tựa                               | Vai trò                 | Đạo diễn                           | Chú thích                                                     |
| ---- | --------------------------------- | ----------------------- | ---------------------------------- | ------------------------------------------------------------- |
| 2019 | Śpiewajmy razem. All Together Now | chính cô                | Polsat                             | dựa trên gameshow All Together Now                            |
| 2018 | Pierwsza miłość                   | Urszula Dzieciatkiewicz | Ewa Pytka                          | Tiếng Anh: First Love.                                        |
| 2018 | M jak miłość                      | Goska                   | TVP2                               | Tiếng Anh: L for Love. Mùa 1 \| Tập 1360; 1366 & 1370.        |
| 2018 | Diagnosis                         | Zuza                    | Maciej Bochniak & Lukasz Palkowski | Mùa 2 Tập 6 & 7. tựa gốc: Diagnoza.                           |
| 2017 | Twoja twarz brzmi znajomo.        | chính cô                | Polsat                             | dựa trên gameshow của Tây Ban Nha: Your Face Sounds Familiar. |